# NGC 3773
NGC 3773 é uma galáxia lenticular (S0) localizada na direcção da constelação de Leo. Possui uma declinação de +12° 06' 45" e uma ascensão recta de 11 horas, 38 minutos e 13,0 segundos.
A galáxia NGC 3773 foi descoberta em 12 de Abril de 1784 por William Herschel.